# 紅河 (安大略省)
紅河是加拿大安大略省大多倫多地區的一條河流，流經萬錦市、皮克靈、列治文山及多倫多。下游是多伦多与杜林区西南部皮克靈的界河。
此河源於約克區列治文山的橡樹嶺冰磧，大至往东流向，在407高速与萬錦缅因街交叉处折向东南，注入安大略湖。紅河河谷是红河国家城市公园所在，為加拿大唯一一個國家城市公園。紅河流域的河流管理由多倫多及地區保護局負責，与當河、坎巴河同為多倫多最主要的流域之一。

## 名称
根据英裔勘查员奥古斯都·琼斯（Augustus Jones）于1796年写的一份目录，红河的密西沙加名是「Gichi-ziibiins」（写为「Che-sippi」），意为「大溪」。「红河」这个名字由欧洲殖民者起，最初是法语「Rivière Rouge」，在法国探索家路易斯·乔利埃（Louis Jolliet）绘制的地图里就已经可见。

## 公園

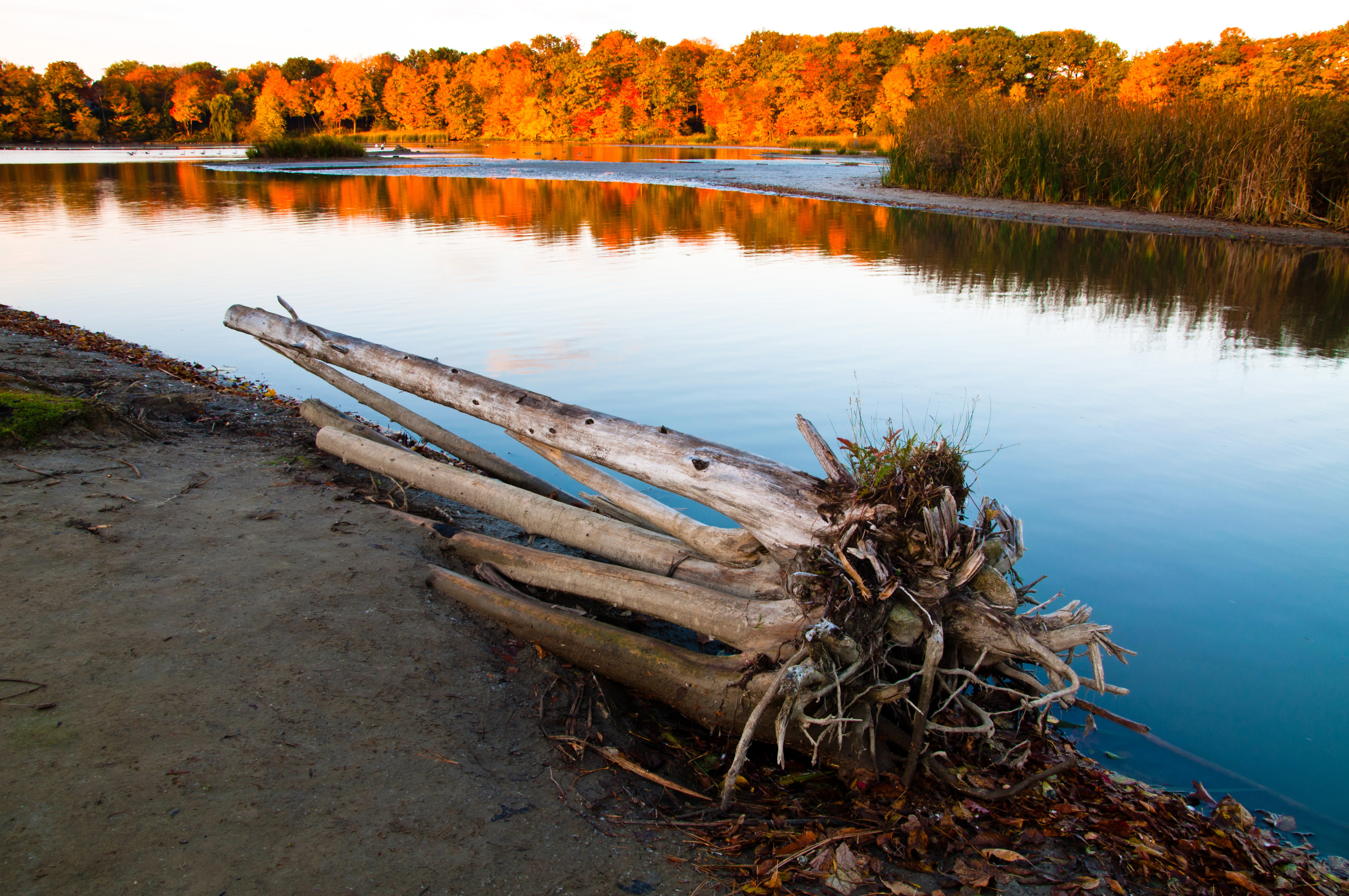
紅河國家城市公園的红河塘（Rouge Pond）一景

紅河國家城市公園是一個由加拿大公園局管理的國家城市公園，涵蓋紅河一大片流域，為北美最大的城市公園。該公園於2011年由時任總理史提芬·哈珀 領導的保守黨聯邦政府在第41届加拿大议会御座致辞提议设立。

## 圖集

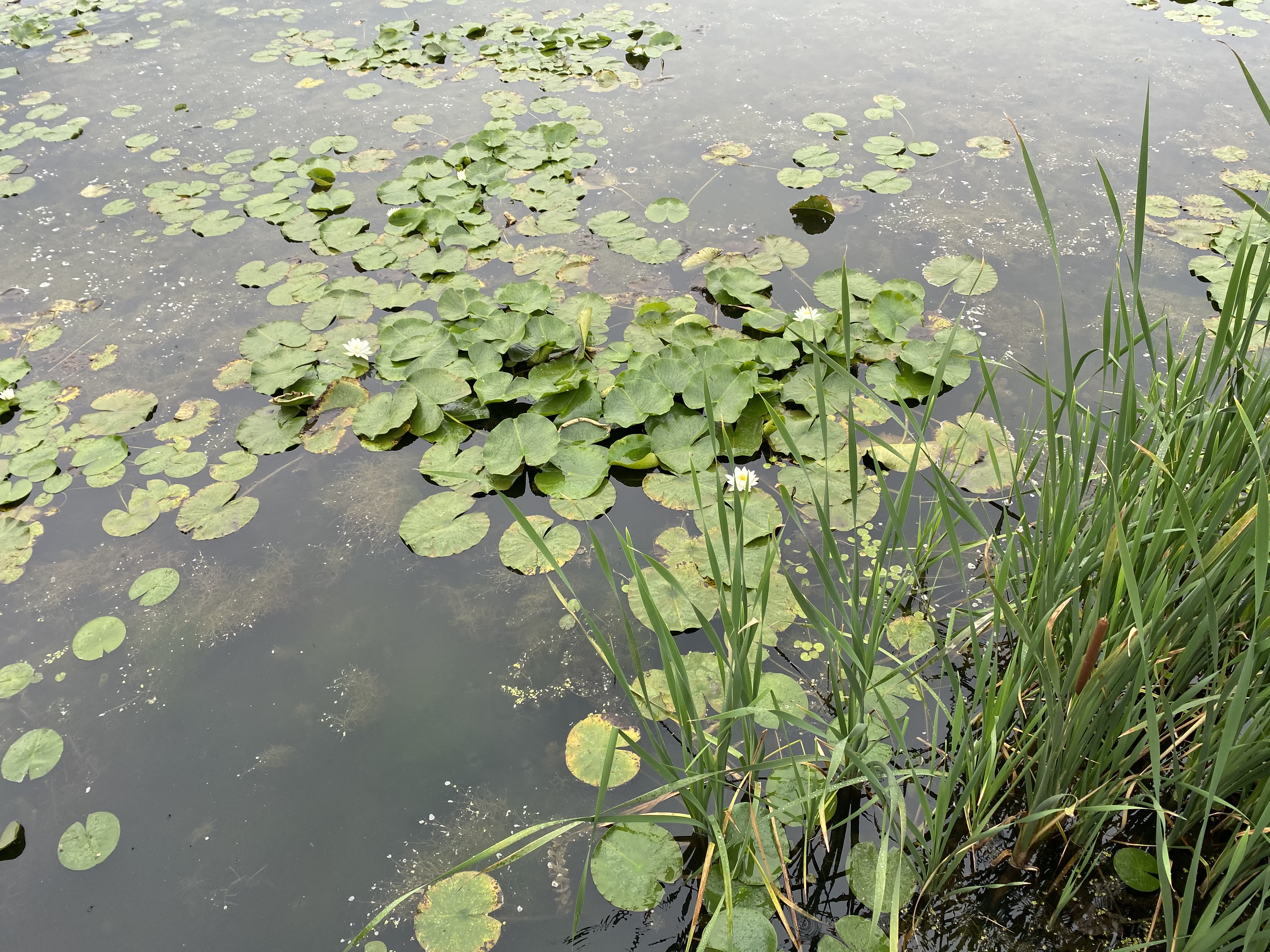
紅河河邊沼澤的睡蓮，紅河沙滩公園附近
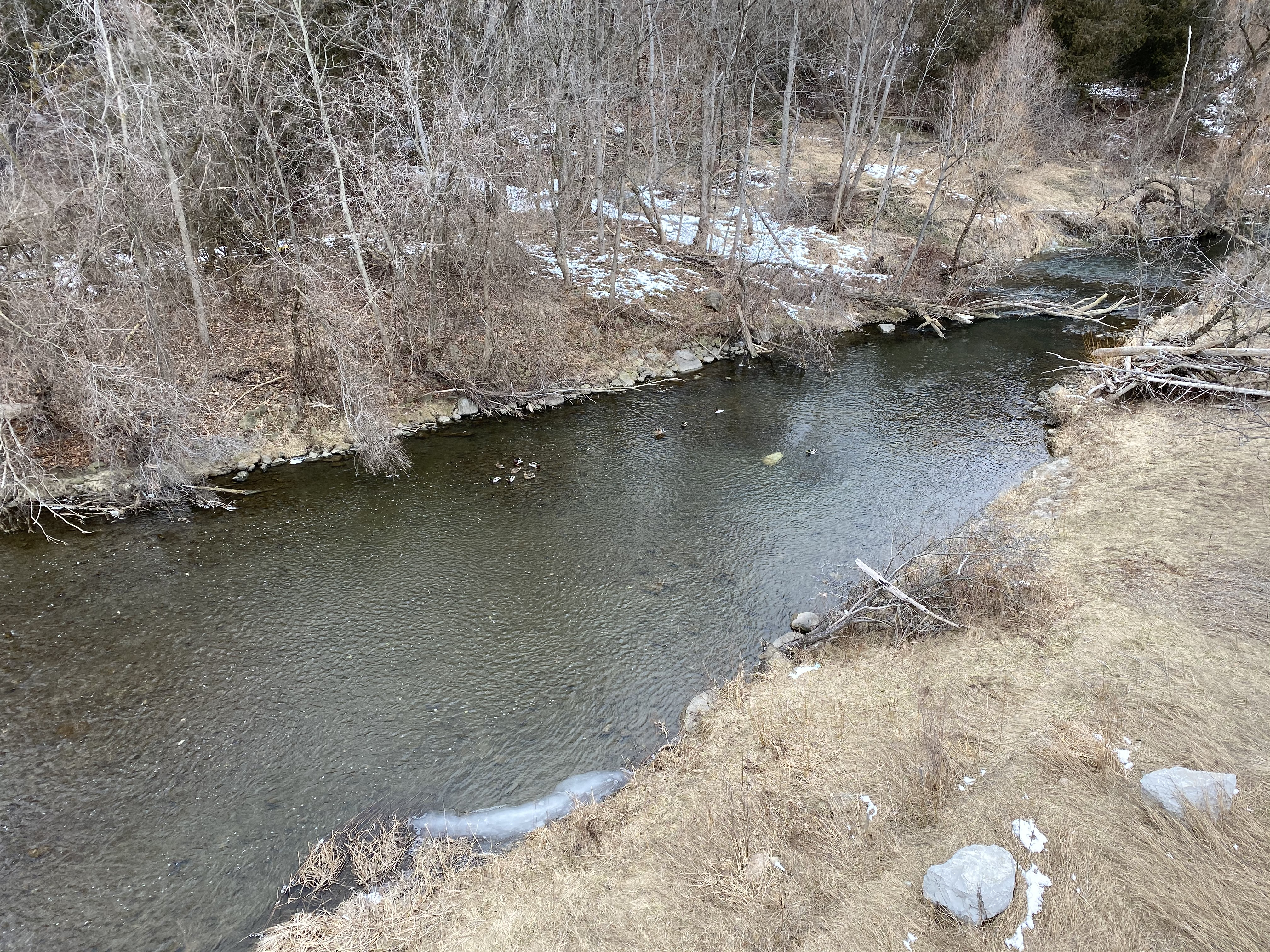
紅河冬日一景
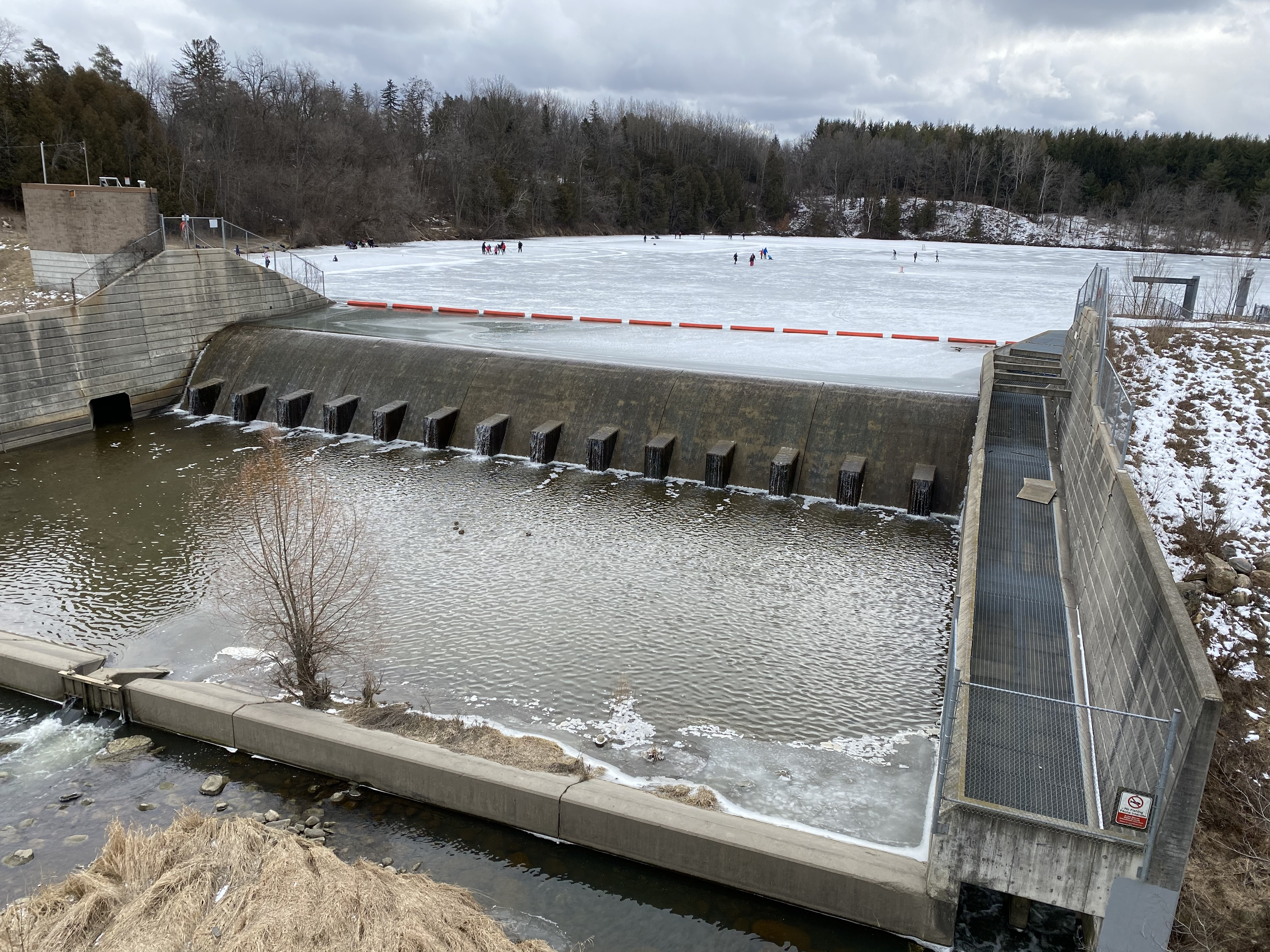
米尔兰水坝保护公園冬日一景
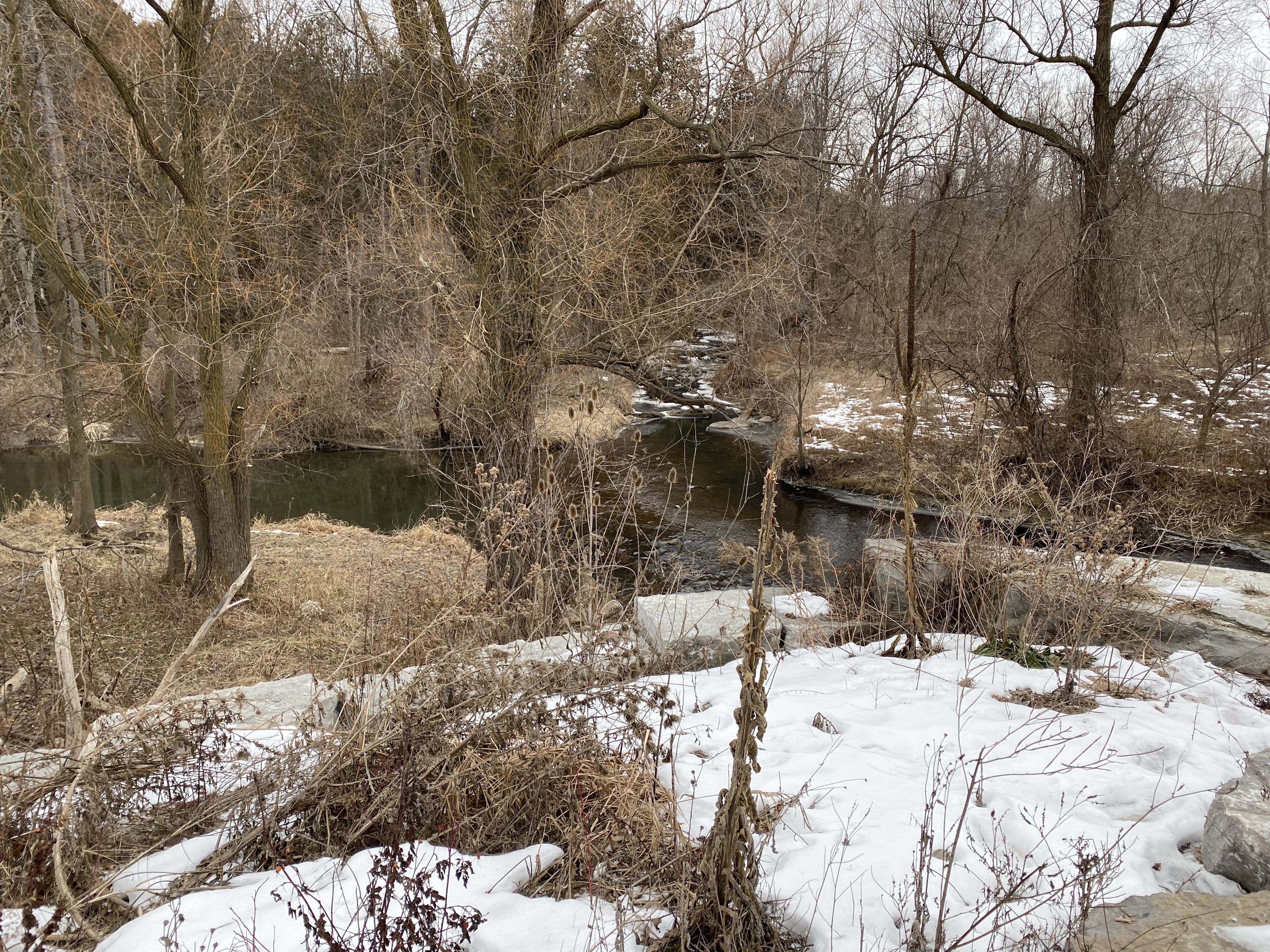
羅便臣溪匯入紅河

## 外部連結
- 红河公园网站
- Mandano Meriano, Hydrogeology of a complex glacial system, Rouge River-Highland Creek Watershed （页面存档备份，存于）. 理學碩士論文, 多倫多大學, 1999年.
- 多倫多及地區保護局, Rouge River Watershed Plan （页面存档备份，存于）, 2007年.